# Koichi Sugimura
Koichi Sugimura (* 24. März 1940 in Japan; † 9. März 2020 in der Schweiz) war ein japanischer Karateka, Karate-Trainer, Leiter des Swiss Karatedo Renmei (eines schweizerischen Karateverbands) und offizieller Vertreter der Japan Karate Association in Europa, zusammen mit Hideo Ochi. Er war Träger des 8. Dan.

## Leben
Im relativ späten Alter von 16 Jahren begann Sugimura mit dem Karatetraining. Auf die Frage, warum er damals mit Karate begonnen habe, antwortete er: „Das ist ganz einfach. Ich war schwach und wollte stark werden!“
Er trainierte während seines Jura-Studiums an der Keiō-Universität (an der er später auch unterrichtete) als Schüler von Hirokazu Kanazawa, bis er Mitte der 60er Jahre auswanderte. Zuerst lebte er in Kanada. Später ging er nach Deutschland, wo er an der Universität Freiburg Karate unterrichtete. Dort lernte er Schweizer Karatekas kennen, welche oft in Freiburg trainierten. Später gab er immer mehr Trainings in der Schweiz, in der er sich schließlich niederließ. Neben seiner Trainer- und Verbands-Tätigkeit vertrat er die Schweiz als Karateka bei internationalen Wettkämpfen.
Er gründete Dojos in Zürich, Rümlang und Dürnten, welche noch heute zu den erfolgreichsten Dojos der Schweiz zählen. Zusammen mit den Dojos Lenzburg, Schaffhausen und Winterthur gründete er 1967 den Schweizerischen Karate-Verband und wurde Chef-Instruktor. Zuvor waren die Schweizer Karate Dojos in keinem eigenen Verband zusammengeschlossen, sondern sie bildeten eine Sektion des Schweizerischen Judo Verbands.
Sugimura war bis ins fortgeschrittene Alter als Trainer tätig und körperlich sehr gut in Form. Auch im Verbandsleben war er noch bis kurz vor seinem Tod sehr engagiert.

### Dan-Prüfungen
- 4. Dan: 1970 bei Masatoshi Nakayama
- 5. Dan: 1976 bei Masatoshi Nakayama
- 6. Dan: 1989 bei Hiroshi Shoji
- 7. Dan: 1999
- 8. Dan: 2013 (verliehen vom SKF)